# فیدافه
فیدافه نام زنی است که فرمانروای بَردَع در قفقاز باستان بوده‌است.
احتمالاً «فیدافه» تصحیفِ «قَیدافَه» است.
در لغت‌نامهٔ دهخدا، به نقل از منابع مختلف، دربارهٔ «فیدافه» چنین آمده‌است:

نام زنی است که حاکم بَردَع و اندلس بود. (برهان قاطع). نام زنی بوده، حاکم بردع، و آن به «نوشابه» مشهور است. (آنندراج, انجمن‌آرای ناصری). قیدافه، طبق روایات، ملکهٔ اندلس و معاصر اسکندر بود. (حاشیهٔ برهان، چاپ محمد معین):
| زنی بود در اندلس شهریار     |  | خردمند و با لشکری بی‌شمار  |
| جهانجوی و بخشنده، قیدافه‌نام |  | ز روز بهی یافته نام و کام |

(فردوسی؛ از حاشیهٔ برهان، چاپ معین)
| بادت سعادتِ ابد و هم به همتت |  | قیدافهٔ زمین و سرِ قیروان شده |

(خاقانی)
رجوع به سبک‌شناسی بهار، ج ۲، ص ۱۳۸ شود.